# Ombilin
|                                          | Dieser Artikel wurde im Portal Indonesien zur Verbesserung eingetragen. Hilf mit, ihn zu bearbeiten, und beteilige dich an der Diskussion! |
| Vorlage:Portalhinweis/Wartung/Indonesien | |

Ombilin ist eine Ortschaft beziehungsweise ein Ortsteil von Nagari Simawang im Westen der indonesischen Insel Sumatra, 70 km nordöstlich der Provinzhauptstadt Padang. Jorong Ombilin ist eine von acht Jorong der Ortschaft Nagari Simawang im Subdistrikts (Kecamatan) Rambatan im Regierungsbezirk (Kabupaten) Tanah Datar in der Provinz West-Sumatra. Die Ortschaft im Barisangebirge hat eine Fläche von 6,25 Quadratkilometern und 1.715 Einwohner (Stand 2018). Simawang liegt wenige Kilometer östlich des Binnengewässer Singkarak (danau singkarak). Hier verlässt der gleichnamige Fluss Ombilin den See in östlicher Richtung. Jorong oder Korong ist die Bezeichnung für eine kleinste Verwaltungsabteilung und gibt es in dieser Form in Indonesien nur auf West-Sumatra. Ebenso gibt es die Verwaltungsbezeichnung Nagari für ein halb-autonom verwaltetes Dorf in den Ethnien der Minangkabau nur in West-Sumatra. Diese entsprechen in anderen Regionen Indonesiens den Desa oder
Kelurahans.

## Wirtschaft
In Ombilin befinden sich Lagerstätten hochwertiger Kohle, deren Menge auf 100 Mio. Tonnen geschätzt wird. Die schon zur Kolonialzeit abgebauten Kohlen transportierte seit 1891 die Staatsspoorwegen ter Sumatra’s Westkust ab. Die Steinkohle wird im Tagebau von der staatlichen, indonesischen Bergbaugesellschaft PT Bukit Asam (PTBA) mit chinesischer Unterstützung der China National Technical Import and Export Corporation (CNTIC) abgebaut. Die PTBA betreibt weitere Kohlebergwerke auf Sumatra, unter anderem den Tagebau in der Region Air Laya bei Tanjung Enim/Süd-Sumatra.